# Waama (peuple)
Pour les articles homonymes, voir Waama et Ouama (Doumé).
 (janvier 2015).
Les Waama (ou Waaba, Ouama) sont un peuple d'Afrique de l'Ouest, présent notamment dans l'Atacora, au nord du Bénin.En effet, on les retrouvent dans les communes de Natitingou, de Toucountouna, de Tanguieta et de Kouandé. Le Territoire occupé par la communauté waama est appelé le waaku. Les waaba sont subdivisé en quatre grands clans à savoir : les Tangamba, les Yimpoba, les Daataba et les Nansiba.
Ils ont leur propre langue et leurs propres coutumes. C'est un peuple de cultivateurs traditionnellement sédentaire. Ils sont des peuples métallurgistes primaires... Ils ont plusieurs cérémonie iniatique à savoir le kɔbasiré(la cérémonie du coq), le buubasiré (la cérémonie du chien), le yoocansibu qui est la plus grande cérémonie iniatique de circoncision..

La plus ancienne bourgade waama connue des historiens est celle de Natitingou.

## Langue
Leur langue est le waama, une langue gur.